# Piłka (Lubliniec)
Piłka – dzielnica Lublińca położona w południowo-zachodniej części miasta. Graniczy z dzielnicami: Kokotek, Jania Góra i Posmyk. Od strony wschodniej natomiast graniczy z gminą Koszęcin i znajdującą się w niej wioską Piłka.  
Urząd Miasta Lubliniec we wrześniu 2007 r. zorganizował referendum, gdyż mieszkańcy lublinieckiej Piłki chcieli się przyłączyć do gminy Koszęcin i miejscowości Piłka stając się razem z nią jednym sołectwem, argumentowali to brakiem inwestycji w ich dzielnicy. Referendum jednak zakończyło się na korzyść Lublińca, tzn. Piłka dalej pozostanie w granicach miasta.